# Kotník
Slovo kotník (lat. malleolus) se v běžné mluvě užívá k označení hlezenního kloubu na dolní končetině. Přesněji se tento termín vztahuje pouze ke dvěma částem tohoto kloubu, tj. k výběžkům na kostech bérce. Vnitřní kotník je výběžkem kosti holenní. Vnější kotník je výběžkem kosti lýtkové.
Nejčastější zranění je podvrtnutí (distorze). Dále pak vymknutí/vykloubení kloubu (luxace).